# Maculinea suprapuncta
Maculinea suprapuncta är en fjärilsart som beskrevs av Obraztsov 1936. Maculinea suprapuncta ingår i släktet Maculinea och familjen juvelvingar. Inga underarter finns listade i Catalogue of Life.